# Lvivski Otrubî, Berîslav
Lvivski Otrubî (în ucraineană Львівські Отруби) este un sat în comuna Vîsoke din raionul Berîslav, regiunea Herson, Ucraina.

## Demografie
Componența lingvistică a localității Lvivski Otrubî
     Ucraineană (89,68%)
     Rusă (3,97%)
     Alte limbi (0,79%)
Conform recensământului din 2001, majoritatea populației localității Lvivski Otrubî era vorbitoare de ucraineană (89,68%), existând în minoritate și vorbitori de rusă (3,97%).